# Семёновское (Башкортостан)
Семёновское (баш. Семеновка) — село в Баймакском районе Башкортостана Российской Федерации. Административный центр Семеновского сельсовета.

## Географическое положение
Расстояние до:
- районного центра (Баймак): 10 км;
- ближайшей железнодорожной станции (Сибай): 51 км.

## Население
| 2002 | 2009 | 2010 |
| ---- | ---- | ---- |
| 354  | ↗377 | ↘276 |

Национальный состав
Согласно переписи 2002 года, преобладающая национальность — башкиры (89 %)

## Предприятия
- ООО «Семёновский рудник».

## Религия
В селе есть мечеть.